# Trubiž
Trubiž (ukr. Трубіж) je rijeka u sjeveroistočnoj Ukrajini pritoka Dnjepra, duga 113 km. Površina sliva iznosi 4.700 km². 
Rijeka izvire u ukrajinskoj Černihivskoj oblasti zatim teče prema Kijevskoj oblasti gdje se ulijeva u Dnjepar. Najveći lijevi pritok Trubiža je rijeka Nedra duga 61 km, a najveći desni pritok je Il'tycja duga 46 km. Najveći grad na rijeci je Perejaslav.

## Vanjske poveznice
|  | Zajednički poslužitelj ima još gradiva o temi Trubiž |